# Information Coding Classification
Die Information Coding Classification (ICC) ist ein Klassifikationssystem von fast allen bekannten ca. 6500 Wissensgebieten. Es enthält auch solche Wissensgebiete, die literarisch im Allgemeinen nicht erfasst werden. Damit geht es über den Rahmen der bekannten Bibliotheksklassifikationssysteme wie der Regensburger Verbundklassifikation, der Dewey Decimal Classification, der Universal Decimal Classification und der Library of Congress Classification hinaus. Daher kann es als universales System zur Klassifizierung von Literatur oder anderen Informationen nach Wissensgebieten dienen.

## Aufbau
Es unterscheidet sich methodisch von den oben genannten Bibliotheksklassifikationssystemen in dreifacher Hinsicht:
1. Es geht in seinen Hauptklassen nicht von Disziplinen aus, sondern von neun ontischen Entwicklungsstufen, den Seinsschichten.
2. Es gliedert diese grob und in den weiteren Hierarchiestufen auch fein nach jeweils neun Kategorien, was auch eine Codierung durch Dezimalzahlen ermöglicht und
3. es wurden die Lokationen für die Wissensgebiete durch einen Elementstellenplan so festgelegt, dass die erste Hierarchiestufe nach neun Seinsschichten (Objektbereiche als Sachkategorien) und die zweite Hierarchiestufe nach neun funktional ausgerichteten Formkategorien strukturiert sind. Die möglicherweise 3. und 4. von untergeordneten Wissensgebieten wie auch die 5. und 6. Stufe werden nach den gleichen Sach- und Formkategorien angeordnet. Dadurch wird es möglich, mit den Ziffern der numerischen Codierung eines bestimmten Wissensgebietes immer auf die gleichen Kategorien zuzugreifen, was die Mnemotechnik des Systems verstärkt und auch die Lokalisierung von Inter- und Transdisziplinarität berücksichtigt.

Die ersten zwei Hierarchiestufen können als „upper ontology“ für Ontologien und sonstige Anwendungen dienen.
Die ersten drei Hierarchiestufen der ICC wurden 2014 in Wissensorganisation. Entwicklung, Aufgabe, Anwendung, Zukunft, in Deutsch und Englisch veröffentlicht. Für sie existieren jeweils auch schon die französischen Äquivalente.
Die Zuständigkeit für die Pflege und Weiterentwicklung liegt bei der Deutschen Sektion der Internationalen Gesellschaft für Wissensorganisation (ISKO) e. V.

## Historische Entwicklung
Ende 1970 erhielt Ingetraut Dahlberg ein Dissertationsangebot von Prof. Alwin Diemer, Düsseldorf, mit dem Thema „Das universale Klassifikationssystem des Wissens: seine ontologischen, wissenschaftstheoretischen und informationstheoretischen Grundlagen“. Damit hatte Diemer bereits einen Wandel im Ansatz eines solchen Systems angedeutet, dass nämlich eine ontologische Grundlage benötigt wird (also eine auf die Vielfalt des Seins bezogene) und dass es auch wissenschaftstheoretischen Anforderungen genügen müsse. Die dritte Forderung war zwar schon in der indischen Colon-Klassifikation angelegt worden, benötigte jedoch Erläuterungen und Zusätze. Aus der Dissertation wurde 1974 das Buch Grundlagen universaler Wissensordnung, das mit begrifflichen Erläuterungen begann und auch eine Klärung darüber anschloss, was „universal“ im Zusammenhang mit „Wissen“ bedeuten kann, also auch Wissensgebiete einschließt, wie die der Waren, des Handwerks, der Statistik, der Patente, des Rechtswesens, der Kommunikation, der Menschen, Gesellschaften, Sprachen, Orte, Zeiten etc.
Noch während der Zeit der Entstehung der Dissertation begann die Arbeit an einem neuen universalen System mit der Sammlung der Benennungen von Wissensgebieten aus allen Nachschlagewerken, die zur Verfügung standen, gefördert von der Deutschen Gesellschaft für Dokumentation (DGD, 1971–1972) unter dem Titel „Ordnungssystem der Wissensgebiete“. Auch wurden sämtliche Vorlesungsverzeichnisse deutscher Universitäten und Fachhochschulen nach solchen Benennungen durchforstet und entsprechend erfasst (1975). Nachdem zu allen Benennungen auch die Definitionen aus Spezialwörterbüchern und enzyklopädischen Werken eruiert werden konnten, wurde festgestellt, dass von den 12.500 gefundenen Benennungen die Hälfte als Synonyme erklärt werden konnten (DFG-Projekt „Logstruktur“, 1976–1978).
In dem o. g. Werk wurden 30 Thesen formuliert, die schließlich in die viel später publizierten 12 Prinzipien für das neue System einmündeten. Diese betreffen nicht nur seine theoretischen Grundlagen, sondern auch Gerüst und Anordnung der gefundenen Menge an Wissensgebieten. 1974 wurde die bis dahin bereits vorliegende Fassung in der Gliederung der Bibliographie von Klassifikationsliteratur in der Zeitschrift „International Classification“ eingesetzt. 1977 war das System soweit fertiggestellt, dass es bei einem Seminar in Bangalore, Indien vorgestellt werden konnte. Eine erste Publikation über die ICC erschien jedoch erst 1982. Sie wurde in Knowledge Organization nachgedruckt und ergänzt mit ihrer dreistufigen Hierarchie, die aber inzwischen veraltet ist.

## Die Prinzipien der ICC
Im Einzelnen sind die 12 Prinzipien in dem Buch Wissensorganisation. Entwicklung, Aufgabe, Anwendung, Zukunft und dem Artikel Information Coding Classification. Geschichtliches, Prinzipien, Inhaltliches beschrieben. Hier sollen sie nur mit ihren Themen erwähnt werden:
- Prinzip 1: Begriffstheoretische Ansätze. Die Inhalte der ICC sind Begriffe, die als Wissenseinheiten verstanden werden. Wie kommt ein Begriff zustande? Woher kommen die Begriffsmerkmale/Wissenselemente? Wodurch entstehen Begriffsbeziehungen?
- Prinzip 2: Die vier Arten von Begriffsbeziehungen und ihre Anwendungen. Die vier Arten der Begriffsbeziehungen sind die Abstraktionsbeziehung (Genus-Species Beziehung), Partitionsbeziehung (Bestandsbeziehung), Komplementärbeziehung und Funktionalbeziehung.
- Prinzip 3: Dezimalzahlen als Notation (Codierung) der ICC, eine universale Sprache.
- Prinzip 4: Die neun Seinsschichten der ICC. Sie wurden wie folgt zu je drei nach unbelebtem, belebtem und produziertem Sein gebündelt:
  1. Form und Struktur
  2. Energie und Materie
  3. Kosmos und Erde
  4. Biologisches Sein und Leben
  5. Menschliches Sein und Leben
  6. Soziales Sein und Leben
  7. Materielle Produkte – Wirtschaft und Technik
  8. Intellektuelle Produkte – Wissen und Information.
  9. Geistige Produkte – Kultur- und Geisteswissenschaften
- Prinzip 5: Die Gliederung der Wissensgebiete durch neun Kategorien, die sich an die aristotelischen Formkategorien anlehnen. Sie erfolgt im System durch einen allgemeinen Elementstellenplan, also einer Maßnahme, jeder Untergliederungsstelle eine Bedeutung zuzuweisen:
  1. Allgemeines, Theorien, Prinzipien (Axiomen- und Strukturbezug)
  2. Objektbereich: Gegenstände, Arten, Teile, Eigenschaften (Objektbezug)
  3. Tätigkeitsbereich: Methoden, Prozesse, Aktivitäten (Aktivitätsbezug)
  4. Eine besondere Eigenschaft oder auch Ausprägung eines Wissensbereichs
  5. Personenbezug oder weitere Ausprägung eines Wissensbereichs
  6. Gesellschaftsbezug oder auch weitere Ausprägung eines Wissensbereichs
  7. Einwirkungen von außen auf ein Gebiet (instrumenteller Bezug)
  8. Anwendungen der Methoden auf ein anderes Gebiet (Ressourcenbezug)
  9. Informationen über das Gebiet und synthetisierende gesellschaftliche Aufgaben (Aktualisierungsbezug)

Dieser Elementstellenplan wurde auch Systematifikator genannt, da er die Systematik der Unterbegriffe bestimmt. Er wurde auch – aber nicht durchgängig – zur Gliederung des Gesamtsystems verwendet.[7][8]
- Prinzip 6: Das unter Prinzip 4 dargestellte Schichtenmodell der Wissensbereiche basiert auf der „integrative level theory“, was bedeutet, dass eine jede Schicht in der und den folgenden Schichten integriert ist. Auch ist jeder einzelne Wissensbereich eine Vorbedingung für den nächsten.
- Prinzip 7: Die Kombinierbarkeit von Wissensgebieten (Inter- und Transdisziplinarität) ist durch den Elementstellenplan festgelegt worden.[9]
- Prinzip 8: Die oberste Nullschicht des Gesamtsystems betrifft die Kategorien, also die allgemeinen Strukturbegriffe, deren Untergliederungen ebenfalls zu klassifikatorischen Aussagen herangezogen werden können (noch auszuarbeiten).
- Prinzip 9 und 10 betreffen die Kombinierbarkeit der ICC Codes mit solchen von Raum und Zeit (noch auszuarbeiten).
- Prinzip 11: Mnemotechnik im System durch fixe Codes für bestimmte Systemstellen sowie die jeweils 3×3 Sach- und Formkategorien.
- Prinzip 12: Die unter den Systemstellen 1, 8 und 9 genannten Kombinationsmöglichkeiten machen die ICC zu einem sich selbst vernetzenden System und entsprechen der gegenwärtigen Wissenschaftsentwicklung.

## Die ICC in Matrix-Form
Die ersten beiden Stufen der ICC lassen sich in folgender Matrix darstellen.

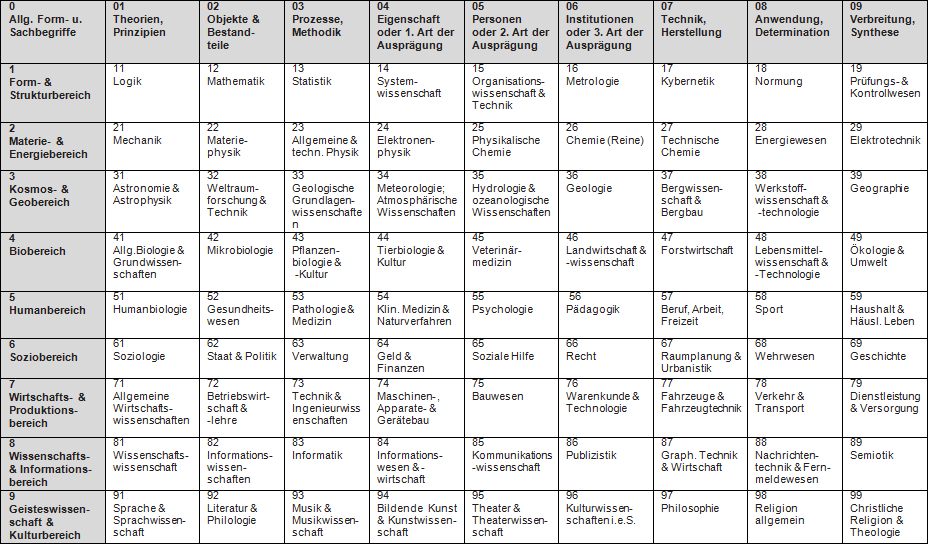
ICC als Matrix mit den ersten beiden Hierarchiestufen

Die erste Hierarchiestufe bestehend aus den neun Sachkategorien findet sich in der ersten Spalte unter den Codes 1 bis 9.
In der zweiten Hierarchiestufe werden die einzelnen Sachkategorien nach den neun funktional angewendeten Formkategorien untergliedert, die sich in der ersten Zeile unter den Codes 01 bis 09 finden (wenige Ausnahmen sind unter Prinzip 7 beschrieben).

## Forschungsarbeiten mit der ICC

### Untersuchungen zur automatischen Klassifikation mit der ICC
Im Zuge vielfacher Bemühungen um eine Klassifikation von Web-Dokumenten, wie sie auch von Jens Hartmann, Universität Karlsruhe, angestrebt wurde, hat Walter Koch, Universität Graz, im Herbst 2010 an seinem Institut „Angewandte Informationstechnik Forschungsgesellschaft mbh“ (AIT) die Anwendung der ICC zur automatischen Klassifikation der Metadaten von etwa 350.000 Dokumenten untersuchen lassen. Die Arbeiten wurden ermöglicht durch das Bereitstellen von Daten, die im Rahmen des EU-geförderten Projektes EuropeanaLocal erzeugt worden waren. Für die Untersuchung lag die ICC in einer dreistufigen Hierarchie vor mit ungefähr 5.000 Termini. Das Ergebnis, dargelegt in einem Bericht des Sachbearbeiters Christian Mak, wurde mit seinem „Klassifikationsgrad“ von etwa 50 % von Koch als ein gutes Ergebnis interpretiert, wenn man bedenkt, dass es sich dabei um die verkürzte Form der ICC gehandelt hat. Für ein besseres Ergebnis hätte man eine Zeit von 1–2 Jahren benötigt. Ein weiteres Ergebnis dieser Arbeiten war ein Register aller Termini mit ihren Codes (Fundstellen).

### Data Linking mit der ICC
Angeregt durch die Arbeiten einer italienischen Forschungsgruppe in Trento zum Thema „Revising the Wordnet Domains Hierarchy: semantics, coverage and balancing“ unter Benutzung der Codes der Dewey Decimal Classification, haben Ernesto William De Luca et al. in einer Studie gezeigt, dass für derartige Fälle die ICC Codes zu wesentlich einfacheren Ergebnissen führen können und dies in zwei Beiträgen beschrieben: Including Knowledge Domains from the ICC into the Multilingual Lexical Linked Data Cloud (LLD) und „Die Multilingual Lexical Linked Data Cloud: Eine mögliche Zugangsoptimierung?“, wobei die LLD durch ein Meta-Modell benutzt wird, das alle Ressourcen enthält mit der Möglichkeit des Wiederauffindens und Navigierens der Daten aus unterschiedlichen Aspekten. Somit wird die existierende Arbeit über viele Tausende Wissensgebiete (in der ICC) mit der Multilingual Lexical Linked Data Cloud basierend auf der RDF/OWL Repräsentation von EuroWordNet und ähnlichen integrierten lexikalischen Ressourcen (MultiWordNet, MEMODATA und die Hamburg Metapher DB) kombiniert.

### Semantic Web Strukturierung mit der ICC
Im Oktober 2013 erkannte der Informatiker Hermann Bense die Möglichkeiten zur Strukturierung des Semantic Web mit den Codes der ICC. Er entwickelte zwei Ansätze zur bildlichen Darstellung der Wissensgebiete mit ihren Untergliederungsmöglichkeiten. Die Einbringung der 3. Ebene ist derzeit in Arbeit.

## Einige Anwendungsmöglichkeiten der ICC
1. Möglichkeit zur Grobgliederung von Dokumenten, insbesondere von Bibliographien und Nachschlagewerken.
2. Gliederung von Personenverzeichnissen nach Wissensgebieten wie z. B. des Who’s Who in Who’s Who in Classification and Indexing[16]
3. Unterstützung bei der Erstellung von Statistiken nach Wissensgebieten z. B. auch Hochschulstatistik, Statistik der Akademien, der Institute, der Professoren und des Lehrpersonals, udgl.
4. Im Verlagswesen könnten alle möglichen Publikationen bereits vorab mit den Zahlen der entsprechenden Wissensgebiete versehen werden und damit als erste Ordnungshilfe dienen.
5. Als Normklassifikation könnte die ICC in vielerlei Hinsicht verwendet werden, insbesondere auch im Bereich der Industrie, des Knowledge Management und für das Knowledge Engineering.
6. Mit ihren Definitionen kann ein Lexikon aller Wissensgebiete herausgebracht werden. Dieses könnte auch als Vorlage für entsprechende Lexika in anderen Sprachen dienen.[17]
7. Als Vorlage könnte die ICC auch zum Vergleich von wissenschaftlichen Tätigkeiten im europäischen oder weltweiten Rahmen dienen.
8. Die ICC wäre ein geeignetes Hilfsmittel für ein „Switching System“ zwischen den existierenden Universalklassifikationen in den Informationswissenschaften[18].
9. Auch wäre die ICC ein mögliches „Aufhängersystem“ für verschiedene spezielle Klassifikationssysteme, so z. B. für spezielle terminologische Begriffssysteme
10. Mit ihren ersten drei Gliederungsebenen und entsprechenden Erläuterungen könnte die ICC auch im höheren Schulunterricht Verwendung finden, um schon den Jugendlichen einen Überblick über die Wissensgebiete in ihrem Zusammenhang zu vermitteln.
11. Ähnlich wie das Unified Medical Language System (UMLS) für die Medizin könnte ein „Unified System of Knowledge Fields“ in vielen Sprachen verfügbar gehalten werden und damit ein globales Verständnis der Darstellung von Wissensgebieten ermöglichen.
12. Das alphabetische Register von ca. 5000 in der ICC vorkommenden Begriffsbenennungen der ersten drei Hierarchiestufen könnte für viele Überprüfungen verwendet werden, auch z. B. zum Vergleich mit den Registern zur deutschen UDC und DDC, um für alle drei Systeme einen Überblick zu gewinnen.